# O Sonho do Celta
O Sonho do Celta (Espanhol: El sueño del celta) é um romance do escritor peruano Mario Vargas Llosa, laureado com o prêmio Nobel de literatura em 2010. Retrata a vida de Sir Roger Casement, Irlandês que se tornou um diplomata Britânico conhecido por sua investigação de abusos de direitos humanos cometidos contra povos nativos, no Congo belga e no Distrito de Putumayo no Peru. Ele apoiou a causa nacionalista pela independência da Irlanda, buscando ajuda armada dos alemães contra a Grã-Bretanha durante a Primeira Guerra Mundial. O título do romance é retirado de um dos poemas de Casement.